# Алекс Подолинський
А́лекс Подоли́нський (Подолинський Алекс Сергійович;  липень 1925, Баден-Баден, Німеччина — 30 червня 2019, Мельбурн, Австралія) — австралійський (український) теоретик і практик біодинамічного землеробства, відомий у світі популяризатор біодинамічного землеробства. Ім'я Алекса Подолинського є своєрідним символом і прикладом ведення біодинамічного сільського господарства. Винайшов і успішно застосовував у землеробстві «Австралійський професійний біодинамічний метод», відомий також як метод Подолинського. Він став найвідомішим і найдосвідченішим біодинаміком планети, чий досвід використовують біодинамічні фермери в усьому світі. 
Внук відомого українського науковця Сергія Подолинського.

## Життєпис
Народився 1924 року на еміграції в Західній Європі, куди батьки виїхали з України 1917 року перед приходом більшовиків. Батько, Сергій Сергійович, був родом з села Ярославка Звенигородського повіту Київської губернії (нині село Ярославка Шполянського району Черкаської області). Батько відповідав за землеробство в Херсонській губернії, згодом був останнім Ризьким губернатором.
Хоча Алекс народився у еміграції і в дитинвсті ніколи не був в Україні, він завжди з любов'ю і теплотою говорив про Україну як свою Батьківщину, зокрема і на своїх лекціях, і в своїх книгах, наприклад, у книзі «Моя рідна Україна».
Після Другої світової війни, 1949 року, не в останню чергу через пережитий нацистський терор, Алекс Подолинський емігрував зі своєю дружиною Катрін до Австралії, де у них народилося семеро дітей.
Помер Алекс Подолинський 2019 року, не доживши 2 тижні до 94-річчя, до кінця своїх днів займаючись улюбленою справою.

## Професійна діяльність
Внесок Алекса Подолинського у розвиток біодинамічного землеробства дуже великий, його учні та послідовники працюють у всьому світі. Він став фермером, який розробив свій підхід до біодинамічного землеробства, саме той підхід, який відповідав величезним просторам сільськогосподарських угідь Австралії, їхньому збереженню та відновленню. Близько 1960 року він заснував Біодинамічну асоціацію Австралії та Інститут біодинамічних досліджень. Він невтомно пропагував біодинамічний метод серед фермерів Австралії, Південної Африки та Європи.
Алекс Подолинський займався розвитком біодинамічних методів сільськогосподарського виробництва в Австралії понад півсторіччя. Завдяки йому зараз майже 1 млн га землі в Австралії обробляється за біодинамічними технологіями, зокрема тими, які носять там його ім'я. Собівартість вирощуваної продукції за таки методів завжди нижча, а її якість — вища.
Алекс Подолинський вважав, що у сільському господарстві "справжнім методом є використання надзвичайно розумного дизайну природи. Це справжня модель, до якої ми повинні прагнути. ... Сільське господарство повинно базуватися на тому, як організувалась природа, і ми повинні відтворити її з того, що було знищено людиною хімічними речовинами та добривами". Завдяки біодинаміці йому вдалося відновити багато повністю деградованих мертвих ґрунтів, деякі з них були отруєні хімікатами, деякі сильнозасолені. 
Алекс Подолинський завжди пам'ятав своє українське коріння, тричі приїжджав в Україну на запрошення Федерації органічного руху України[відсутнє в джерелі]. Прочитав в Україні багато лекцій і провів майстер-класи з біодинамічного землеробства. 
Алекс Подолинський є продовжувачем ідей діда — Сергія Андрійовича Подолинського, зокрема  у використанні природних джерел енергії. На формування стратегії продовольчої безпеки України мали вплив також ідеї Алекса Подлинського, що активізувалися в Україні у зв’язку з його візитом у червні 2006 р.
В Україні надрукована книга Алекса Подолинського «Біодинамічне землеробство. Вступні лекції. Т. 1», де він знайомить з історією розвитку біодинамічного землеробства та з проблемами, які виникають у землеробстві.
2006 року побачила світ книга «Біодинаміка — шлях до ефективого землеробства», це перша книга з серії «Класика біодинаміки», де в легкій та доступній формі подані головні принципи біодинамічного землеробства, ознайомлення з якими допоможе розширити знання про взаємовідносини людини і довкілля.
Друга книга з цієї серії «Біодинамика — землеробство майбутнього», де висвітлені проблеми збереження довкілля, зменшення його забруднення пестицидами та іншими отрутохімікатами, забезпечення людей якісними продуктами харчування.
Наступна книга із серії (2008 р.) — «Жива культура землеробства. Живе знання».